# Шурц, Генрих
Генрих Шурц (нем. Heinrich Schurtz, 11 декабря 1863, Цвиккау — 2 мая 1903, Бремен) — немецкий этнограф и историк.

## Биография
Читал лекции по географии в Лейпцигском университете, потом состоял ассистентом в этнографическом отделе Бременского музея. В своих научных работах Шурц проявил вместе с обширной эрудицией философскую широту взглядов и способность к оригинальному научному творчеству. Многие его работы затемнены мистико-метафизическими взглядами, усвоенными им под влиянием его учителя Фридриха Ратцеля. Скончался в возрасте 39 лет от воспаления аппендикса.
Наиболее известны его «Urgeschichte der Kultur» (1900; перев. в журн. «Образование»); «Alterklassen und Männerbünde» (1902; об этой работе см. статью Н. Михайловского, «Новый взгляд на происхождение общества», «Рус. богатство», IX, 1903). Другие труды его: «Katechismus der Völkerkunde» (1893, есть русский перевод); «Grundriss einer Entstehungsgeschichte des Geldes» (1898); «Das afrikanische Gewerbe» (1900); «Das Augenornament und verwandte Probleme» (1895, в «Abhandlungen» Саксонской акд. наук); «Die Philosophie der Tracht» (1893). В «Истории человечества» Гельмольта ему принадлежат отделы «Западная Азия в эпоху ислама», «Африка» и «Средняя Азия» (есть рус. пер.).